# Фернесс, Бетти
Элизабет Мэри Фернесс (англ. Elizabeth Mary Furness, 3 января 1916[…], Нью-Йорк, Нью-Йорк — 2 апреля 1994[…], Нью-Йорк, Нью-Йорк) — американская актриса и специальный помощник президента США по делам потребителей в 1967—1969 годах.

## Биография
Родилась на Манхэттене в семье бизнесмена. После окончания школы работала фотомоделью, а в 1932 году подписала контракт с киностудией «RKO». Дебютной стала её роль в картине «Тринадцать женщин», однако сцены с её участием не попали в окончательный монтаж фильма. На протяжении 1930-х годов Фернесс появилась в десятках фильмов, среди которых «Порочная женщина» (1934), «Великолепная одержимость» (1935) и «Время свинга» (1936). В конце 1940-х актриса стала работать на телевидении, где появилась в ряде сериалов и рекламных роликов, где она наиболее запомнилась своим участием в рекламной кампании бытовой техники от «Westinghouse Electric».
В 1967 году, по приглашению президента Линдона Джонсона, стала его помощницей по делам потребителей, занимая эту должность до окончания его срока в 1969 году. В последующие годы она продолжала свою деятельность в различных организациях по защите прав потребителей.
Бетти Фернесс четыре раза была замужем. От первого мужа, композитора Джонни Грина, брак с которым завершился разводом, она родила ребёнка. Со вторым супругом, диктором радио Бадом Эрнстом, она вступала в брак дважды — первый раз их отношения завершились разводом, а второй — его самоубийством. Со своим последним мужем, за которого вышла в 1967 году, она прожила до конца жизни. В 1990 году у Фернесс диагностировали рак желудка, и спустя четыре года она скончалась в Нью-Йорке в возрасте 78 лет.
Её вклад в кино и телевидение отмечен двумя звездами на Голливудской аллее славы.